# 김청
김청(본명: 안청희, 1962년 6월 1일 ~ )는 대한민국의 배우이다.

## 생애
선친은 육군 중사 출신으로 김청이 태어난 지 백 일도 되기 전에 교통사고로 사망했다(향년 27세). 김청은 편모 슬하에서 자라, 13세 때 그녀의 백부가 김청희란 이름으로 뒤늦게 출생신고를 했다. 1996년 원래 성인 안씨로 복성해 안청희라는 본명을 찾았다.
1981년 MBC 문화방송 창사 20주년 기념 미스 MBC 선발대회 때 준미스 MBC에 입상해, 그 특전으로 MBC 공채 14기 탤런트가 됐다. 입사 동기로는 이휘향, 홍진희, 김혜정, 임지영이 있다. 1987년 MBC 주말연속극 《사랑과 야망》에서 우은환 역을 맡아 큰 인기를 끌었다.
1998년 중견사업가 배준성과 결혼하였으나 3일 만에 파경을 맞았다. 이후 2000년대 초반 복귀하여 현재까지 왕성히 활동 중이다.

## 학력
- 서울성북국민학교 (졸업)
- 동구여자중학교 (졸업)
- 선화예술고등학교 무용과 (졸업)
- 경희대학교 무용학과 (졸업)

## 출연작

### 드라마
- 1981년 MBC 농촌드라마 《전원일기》 ... (단역)
- 1981년 MBC 주간드라마 《민족풍속도》 ... (단역)
- 1981년 MBC 주간드라마 《수사반장》 ... (단역)
- 1981년 MBC 어린이드라마 《호랑이 선생님》 ... (단역)
- 1982년 MBC 일일연속극 《어제 그리고 내일》
- 1983년 MBC 일일연속극 《다녀왔읍니다》
- 1983년 MBC 반공드라마 《3840 유격대》
- 1984년 MBC 일일연속극 《그리워》
- 1985년 MBC 단막극 《MBC 베스트셀러극장 - 손오공》
- 1985년 MBC 주간드라마 《엄마의 방》
- 1985년 MBC 특별기획드라마 《조선왕조 오백년 - 풍란》
- 1985년 MBC 단막극 《MBC 베스트셀러극장 - 흑산도 갈매기》 ... 상희 역
- 1985년 MBC 특별기획드라마 《조선왕조 오백년 - 임진왜란》
- 1986년 MBC 수목미니시리즈 《겨울꽃》 ... 미숙 역
- 1987년 MBC 주말연속극 《사랑과 야망》 ... 우은환 역
- 1987년 MBC 월화미니시리즈 《부초》
- 1988년 MBC 주말연속극 《세 여인》 ... 김말숙 역
- 1988년 MBC 월화미니시리즈 《모래성》 ... 세희 역
- 1989년 MBC 단막극 《MBC 베스트셀러극장 - 그 얼굴》
- 1989년 MBC 주말연속극 《유산》 ... 정혜원 역
- 1989년 KBS2 특별기획드라마 《바람과 구름과 비》 ... 황봉련 역
- 1989년 MBC 단막극 《MBC 베스트셀러극장 - 코파와 비코파》
- 1989년 MBC 특별기획드라마 《조선왕조 오백년 - 파문》
- 1990년 KBS1 단막극공모당선작 《밤기차》
- 1990년 KBS2 주말연속극 《꽃 피고 새 울면》 ... 나 마담 역
- 1991년 KBS2 수목드라마 《레테의 연가》 ... 희원 역
- 1991년 KBS2 대하드라마 《3일의 약속》 ... 경순 역
- 1991년 SBS 아침연속극 《고독의 문》 ... 장희숙 역
- 1991년 KBS1 연말특집극 《황혼에 피는 꽃》 ... 허씨의 딸 역
- 1991년 MBC 단막극 《MBC 베스트극장 - 망향가》
- 1992년 KBS2 미니시리즈 《검은 자화상》 ... 향심 역
- 1992년 KBS2 미니시리즈 《위기의 남자》
- 1992년 KBS1 8.15특집극 《대리인》 ... 한경옥 역
- 1992년 KBS2 주말연속극 《사랑을 위하여》
- 1993년 KBS1 설날특집극 《봉이전》
- 1993년 KBS2 특별기획드라마 《청춘극장》 ... 나미에 역
- 1994년 KBS2 특별기획드라마 《인간의 땅》
- 1994년 KBS2 단막극 《드라마게임 - 내 사랑 미쉘》
- 1995년 MBC 설날특집극 《손도장》 ... 박순남 역
- 1995년 KBS2 시사드라마 《그 때 그 사건》〈의부살해사건〉 ... 배금자 변호사 역
- 1996년 SBS 창사6주년 특별기획드라마 《임꺽정》 ... 문정왕후 역
- 1996년 SBS 월화드라마 《만강》
- 1996년 KBS2 아침드라마 《여자가 사랑할 때》
- 1996년 MBC 아침드라마 《길 위의 여자》 ... 혜영 역
- 1997년 MBC 수목미니시리즈 《영웅신화》 ... 오 회장 역
- 1997년 MBC 월화미니시리즈 《복수혈전》 ... 윤 마담 역
- 1997년 MBC 단막극 《MBC 베스트극장 - 세탁소에 들러보세요》
- 1998년 KBS1 설날특집극 《귀향, 그 짧은 이야기》 ... 정애 역
- 1998년 KBS2 월화미니시리즈 《진달래꽃 필 때까지》
- 1999년 SBS 일일드라마 《당신은 누구시길래》 ... 기옥 역
- 2000년 KBS2 아침드라마 《송화》
- 2001년 SBS 부부시트콤 《허니허니》 ... 카페 주인 역
- 2001년 MBC 단막극 《MBC 베스트극장 - 열병》
- 2002년 SBS 드라마스페셜 《지금은 연애중》
- 2002년 SBS 특별기획 《유리구두》 ... 김현자 역
- 2003년 MBC 일요로맨스극장 《1%의 어떤 것》 ... 이수영 역
- 2003년 SBS 아침연속극 《이브의 화원》 ... 안정아 역
- 2003년 MBC 수목미니시리즈 《좋은 사람》 ... 장윤자 역
- 2003년 SBS 단막극 《오픈드라마 남과여》140화 ... 은천 역
- 2003년 SBS 추석특집극 《팥쥐 엄마》 ... 혜숙 역
- 2004년 KBS2 일일시트콤 《달래네 집》 ... 김청 역
- 2004년 KBS2 미니시리즈 《북경 내 사랑》 ... 고 여사 역
- 2004년 SBS 《파리의 연인》 ... 태영의 고등학교 선배 역 (특별출연)
- 2004년 KBS2 아침드라마 《용서》
- 2005년 KBS2 월화드라마 《쾌걸 춘향》 ... 춘향 모, 공월매 역 (중도하차)[2]
- 2006년 SBS 드라마스페셜 《천국의 나무》 ... 요코 역
- 2007년 MBC every1 《조선 과학수사대 별순검》 ... (특별출연)
- 2007년 SBS 주말극장 《황금신부》 ... 지영 모 역
- 2008년 MBC 특별기획 주말드라마《내 생애 마지막 스캔들》 ... 고정숙 역
- 2008년 OCN 미니시리즈 《경성 기방 영화관》 ... 개성댁 역
- 2009년 SBS 주말극장 《천만번 사랑해》 ... 선영 모, 김청자 역
- 2010년 KBS2 수목드라마 《신데렐라 언니》 ... 기훈의 계모 역
- 2010년 SBS 아침연속극《당돌한 여자》 ... 하은실 역
- 2011년 MBC 일일연속극 《남자를 믿었네》 ... 강인희 역
- 2011년 SBS 드라마스페셜 《보스를 지켜라》 ... 황 관장 역
- 2011년 SBS 아침연속극 《태양의 신부》 ... 정인숙 역
- 2012년 SBS 특별기획 《바보엄마》 ... 장영숙 역
- 2012년 MBN 미니시리즈 《사랑도 돈이 되나요》 ... 정 여사 역
- 2012년 SBS 대기획드라마 《대풍수》... 공원왕후 (명덕태후) 역
- 2013년 JTBC 일일연속극 《가시꽃》 ... 세미 모, 홍지수 역
- 2013년 SBS 주말극장 《원더풀 마마》 ... 최은옥 역
- 2013년 SBS 아침연속극 《두 여자의 방》 ... 공복자 역
- 2013년 MBC 수목드라마 《메디컬 탑팀》 ... 한은숙 역 (특별출연)
- 2014년 KBS2 일일연속극 《천상여자》 ... 우아란 역
- 2014년 SBS 특별기획 《미녀의 탄생》 ... 손지숙 역
- 2014년 SBS 일일드라마 《달려라 장미》 ... 최강희 교수 역
- 2015년 SBS 드라마스페셜 《가면》
- 2015년 SBS 특별기획 《애인 있어요》 ... 김규남 역
- 2015년 SBS 특집드라마 《나의 판타스틱한 장례식》 ... 미수 모 역
- 2016년 KBS 주말연속극 《아이가 다섯》 ... 이점숙 역
- 2016년 SBS 일일연속극 《당신은 선물》 ... 천태화 역
- 2017년 MBC 일일특별기획 《별별 며느리》 ... 나명자 역
- 2020년 MBC 수목미니시리즈 《나를 사랑한 스파이》 ... 한복심 역

### 영화
- 1986년 《몸 전체로 사랑을》 ... 주희 역
- 1987년 《성 리수일뎐》 ... 심순애 역
- 1988년 《사랑의 낙서》 ... 꽃집아가씨 역
- 1990년 《누가 붉은 장미를 꺾었나》 ... 여진 역
- 1990년 《용감한 사람들》
- 1995년 《애니깽》
- 1996년 《카루나》 ... 지숙 역
- 1998년 《천년환생》
- 2001년 《헤라 퍼플》 ... 혜림 역
- 2004년 《여고생 시집가기》 ... 온달 모 역
- 2004년 《신석기 블루스》 ... 진영 모 역(우정출연)
- 2007년 《색즉시공 2》 ... 경아 모 역(특별출연)
- 2008년 《동거, 동락》 ... 정임 역
- 2015년 《오늘의 연애》 ... 군대조교 2 역

### 방송
- 1982년 MBC 《쇼 2000》 MC
- 1987년 MBC 《화요일에 만나요》 MC
- 1987년 MBC 《토요일 토요일은 즐거워》 MC
- 1991년 KBS2 《연예가중계》 MC
- 1995년 GTV 《초보엄마 신세대 육아법》 MC
- 1999년 KBS2《TV는 사랑을 싣고》
- 2007년 ~ 2008년 KBS2 《스타 골든벨》 게스트
- 2008년 MBC every1 《가족이 필요해》
- 2011년 SBS 《추석특집 스타커플 최강전》
- 2021년 ~ KBS2 《박원숙의 같이 삽시다》고정
- 2023년 LG헬로비전 《로드 Show 즐겨라 대한민국》

### 연극
- 2010년 《잘난 걸 이쁜 걸 꼬인 걸 웬 걸》

### CF
- 1982년 삼성물산 움베르토 세베리
- 1987년 종근당 펜잘 (Feat. 송기윤)
- 1987년 동성제약 훼미닌 (Feat. 송기윤)
- 1987년 ~ 1988년 동아오츠카 로얄디 (Feat. 이덕화)
- 1987년 에소테리카
- 1988년 서울증권(현 유진투자증권)
- 1989년 종근당 속청 (Feat. 최주봉)
- 1990년 한화손해보험 (Feat. 김순철, 길용우)
- 1990년 로보트보일러 척척보일러
- 1991년 로보트보일러 저탕식가스보일러
- 1994년 뷰라인

## 저서
- 2004년 《철부지 모녀의 세상나기》 (길연)

## 수상
- 1981년 MBC 창사 20주년 기념 《미스 MBC》 준미스
- 1987년 MBC 연기대상 여자 우수연기상 《사랑과 야망》
- 1988년 제24회 백상예술대상 TV부문 여자 최우수연기상 《사랑과 야망》
- 1991년 KBS 연기대상 여자 우수연기상 《3일의 약속, 레터의 연가, 황혼에 피는 꽃》
- 1996년 제34회 대종상 여우조연상 《애니깽》
- 1998년 제13회 대한민국영상음반대상 골든비디오여자연기상
- 2004년 제38회 저축의 날 국무총리 표창